# Opòssum cuaespès
L'opòssum cuaespès (Glironia venusta) és una espècie d'opòssum de Sud-amèrica. Viu a Bolívia, el Brasil, l'Equador i el Perú.
És un animal nocturn i arborícola que viu a les jungles de les planes. Se'l distingeix d'altres opòssums per la cua, coberta gairebé totalment de pèl.